# Gaon
Gaon (hebr. גאון Gaon geniusz, znakomitość, blask) – tytuł honorowy przyznawany rabinom dwóch akademii talmudycznych w Surze i Pumbedicie w Babilonii w latach 650-1250.
W judaizmie wyróżnia się epokę gaonów, trwającą od 589 do 1038, kiedy to byli oni najwyższymi autorytetami dla wyznawców judaizmu. W tych czasach gaoni babilońscy przejęli duchowe zwierzchnictwo i uznali się za strażników tradycji Talmudu babilońskiego, używając terminu gaon podkreślali tym samym swój status. Dzięki temu odpowiadając na napływające zewsząd pytania rozpoczęli rozwój literatury responsalnej.
Później tytuł ten społeczności żydowskie nadawały rabinom, szczególnie biegłym w interpretacji Talmudu. Wraz z upływem czasu termin ten  stosowano wobec rabinów jako tytuł grzecznościowy.  Gaonem z Wilna nazywano w XVIII wieku Eliasza ben Salomona Zalmana.